# Stany (Silésie)
Pour les articles homonymes, voir Stany.
Stany est une localité polonaise de la gmina de Przystajń, située dans le powiat de Kłobuck en voïvodie de Silésie.